# Société nationale d'assurance de Corée
 (mars 2025).
La Société nationale d'assurance coréenne est une compagnie d'assurance appartenant au gouvernement nord-coréen, fondée en 1947. Elle compte environ 210 succursales dans tout le pays,.

## Controverses
Il a été affirmé que la société est une façade pour canaliser de l'argent vers le programme d'armes nucléaires nord-coréen,,,,.    